# اريك رايت (لاعب كرة قدم أمريكية أمريكي)
اريك رايت (بالإنجليزية: Eric Wright)‏ هو لاعب كرة قدم أمريكية أمريكي، ولد في 18 أبريل 1959 في سانت لويس الشرقية ‏ في الولايات المتحدة.

## وصلات خارجية
- اريك رايت على موقع مرجع كرة القدم المحترفة.كوم (الإنجليزية)
- اريك رايت على موقع كلية كرة القدم في سبورتس رفرنس.كوم (الإنجليزية)